# Alexandre Lalance
Alexandre Lalance, (1771 – 1822) est un général de la Révolution française et du Premier Empire.

## Biographie
Alexandre Lalance naît le 14 novembre 1771, à Metz, ville place forte des Trois-Évêchés. 
Élève à l'École d'artillerie le 1er mars 1792, Lalance est promu lieutenant le 1er septembre 1792 dans la 12e compagnie d'ouvriers d'artillerie. Il est nommé lieutenant en premier en janvier 1793, puis capitaine le 22 vendémiaire de l'an II. Le capitaine Lalance fait campagne en Savoie, avant de participer au siège de Toulon, où il est blessé. À l'Armée d'Italie de l'an II à l'an IV, il est nommé chef de l'artillerie de l'armée Cisalpine le 7 ventose de l'an V. 
Passé chef de brigade le 4 prairial de l'an VI (23 mai 1798), Lalance est promu général de brigade le 24 avril 1799 (5 floréal an VII). Fait prisonnier par les Autrichiens le 3 messidor (21 juin 1799), il est libéré peu après. À son retour, son grade de l'armée Cisalpine n'est pas confirmé immédiatement. Il redevient un temps capitaine d'artillerie, avant d'être envoyé à Saint-Domingue avec le grade de chef de brigade. Nommé sous-inspecteur aux revues, Lalance reçoit son brevet de général de brigade le 30 brumaire de l'an XI (21 novembre 1802). 
De retour en France, Lalance est affecté à la 24e division militaire et il est fait chevalier de la Légion d'honneur le 4 germinal de l'an XII (25 mars 1804). Affecté à l'armée de Hanovre, Lalance fait ensuite campagne au sein du 1er corps de la Grande Armée en l'an XIV. De 1806 à 1809, Lalance fait campagne en Allemagne dans le 3e corps de la Grande Armée, puis dans le corps de l'Elbe. De 1810 à 1813, il sert dans l'Armée de Portugal, puis dans l'Armée d'Aragon.
Sous la Restauration, il rejoint Montpellier, puis Besançon, où il reçoit le 10 mars 1815 la décoration de chevalier de l'ordre de Saint-Louis. Pendant les Cent-Jours, Lalance rejoint l'armée du Bas-Rhin. Au retour des Bourbon, le général Lalance est affecté dans la 3e division territoriale dans les services de l'intendance. 
Alexandre Lalance meurt le 15 septembre 1822, dans sa ville natale, à Metz.

## Sources
- Lievyns, Jean Maurice Verdot, Pierre Bégat; Fastes de la Légion-d'honneur: biographie de tous les décorés, Volume 4, Paris, 1844. ( p. 299 – 300 )
- Thierry Lentz et Denis Imhoff (préf. Frédéric Bluche), La Moselle et Napoléon : étude d'un département sous le Consulat et l'Empire, Metz, Serpenoise, 1986, 285 p. (ISBN 978-2-901647-88-1).
- « Cote LH/1448/45 », base Léonore, ministère français de la Culture